# Рогениці (Мазовецьке воєводство)
Рогениці (пол. Rogienice) — село в Польщі, у гміні Гоздово Серпецького повіту Мазовецького воєводства.
Населення — 163 особи (2011).
У 1975-1998 роках село належало до Плоцького воєводства.

## Демографія
Демографічна структура станом на 31 березня 2011 року:
|          | Загалом | Допрацездатний вік | Працездатний вік | Постпрацездатний вік |
| -------- | ------- | ------------------ | ---------------- | -------------------- |
| Чоловіки | 87      | 26                 | 55               | 6                    |
| Жінки    | 76      | 18                 | 40               | 18                   |
| Разом    | 163     | 44                 | 95               | 24                   |